# Schichau-Werke
Schichau-Werke byla německá loděnice se sídlem v Elbingu. Pobočky měla i v dalších městech. Založena byla roku 1837 jako továrna na lisy a zemědělské stroje. Od roku 1854 stavěla i lodě a roku 1860 dodala svou první lokomotivu. Stavěla civilní a vojenská plavidla, věnovala se i výrobě lokomotiv a dalších produktů. Německému císařskému námořnictvu dodala osm bitevních lodí a několik křižníků. Kromě toho byla významným stavitelem torpédoborců. Pro nástupnickou německou Kriegsmarine stavěla loděnice například torpédovky a ponorky. Lokomotiv vyrobila více než 4300 kusů. Loděnice zanikla v roce 1945, neboť po druhé světové válce se její závody ocitly na území Sovětského svazu a Polska.

## Historie

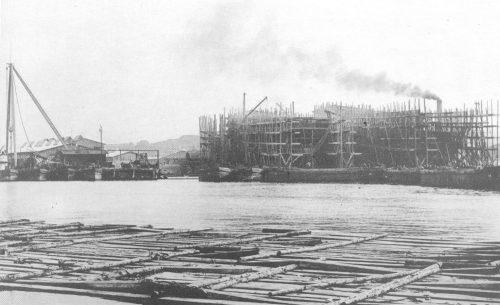
Schichau-Werke v roce 1893

Společnost F. Schichau GmbH vznikla roku 1837 jako továrna na lisy a zemědělské stroje. Jejím zakladatelem byl Ferdinand Schichau. Roku 1854 společnost otevřela loděnici v Elbingu a roku 1860 dodala první lokomotivu. Od roku 1877 se společnost úspěšně věnovala stavbě torpédových člunů a později též torpédoborců pro německé námořnictvo a na export. Roku 1889 společnost postavila malý dok pro údržbu a opravy plavidel v Pilavě. Protože loděnice v Elbingu byla omezena svou polohou na řece Elbing, bez přímého přístupu k moři, roku 1892 společnost otevřela loděnici pro stavbu velkých plavidel v Danzigu. Tam mohla stavět i bitevní a zaoceánské lodě. Roku 1929 byla společnost ve finančních problémech odkoupena německou vládou. Roku 1930 se její součástí stala malá loděnice a vagonka Union Giesserei v Královci.
V letech 1941–1945 nesla loděnice nový název F. Schichau AG. Za druhé světové války byly Schichau-Werke významným dodavatelem ponorek. Celkem jich v letech 1941–1945 dokončila 94 kusů, z toho 64 typu VIIC a třicet typu XXI. Dalších 192 zůstalo nedokončeno, nebo byla stavba zrušena před založením kýlu. Poslední lokomotivy společnost dodala v lednu 1945. Celkem jich za dobu své existence vyrobila více než 4300. Během války Schichau-Werke využívaly práce vězňů z koncentračního tábora Stutthof.
Po druhé světové válce bylo území, na kterém loděnice působila, rozděleno mezi Sovětský svaz a Polsko. Závod v Elblągu nahradil polský podnik Zakłady Mechaniczne Zamech a loděnice v Gdaňsku se stala součástí polského závodu Stocznia Gdańska. Kromě stavby lodí se továrna zabývala také stavbou vagonů, kotlů a tanků. Loděnici v Královci nahradila sovětská loděnice Jantar. Část vedení a zaměstnanců založila nový podnik F. Schichau AG v Bremerhavenu.

## Postavená plavidla (výběr)

### Bitevní lodě

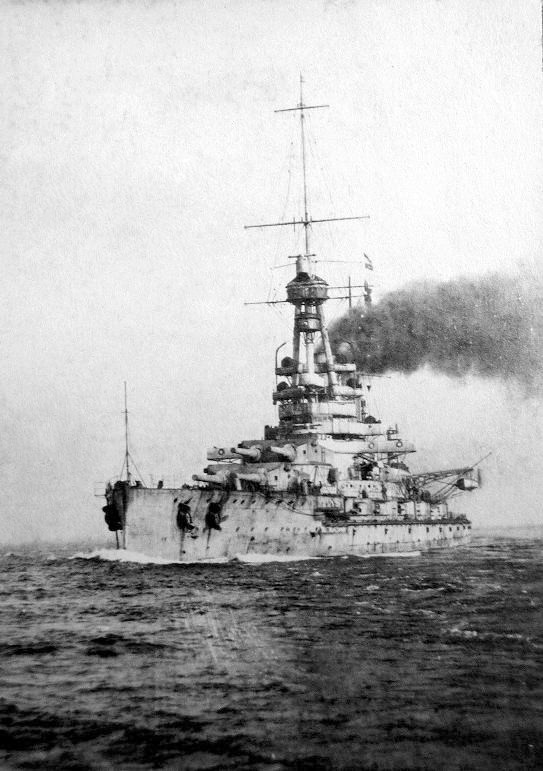
SMS Baden

- Třída Bayern
  - Baden

- Třída Kaiser
  - König Albert

- Třída Helgoland
  - Oldenburg

- Třída Deutschland
  - Schlesien

- Třída Braunschweig
  - Elsass
  - Lothringen

- Třída Wittelsbach
  - Wettin

- Třída Kaiser Friedrich III.
  - Kaiser Barbarossa

### Bitevní křižníky

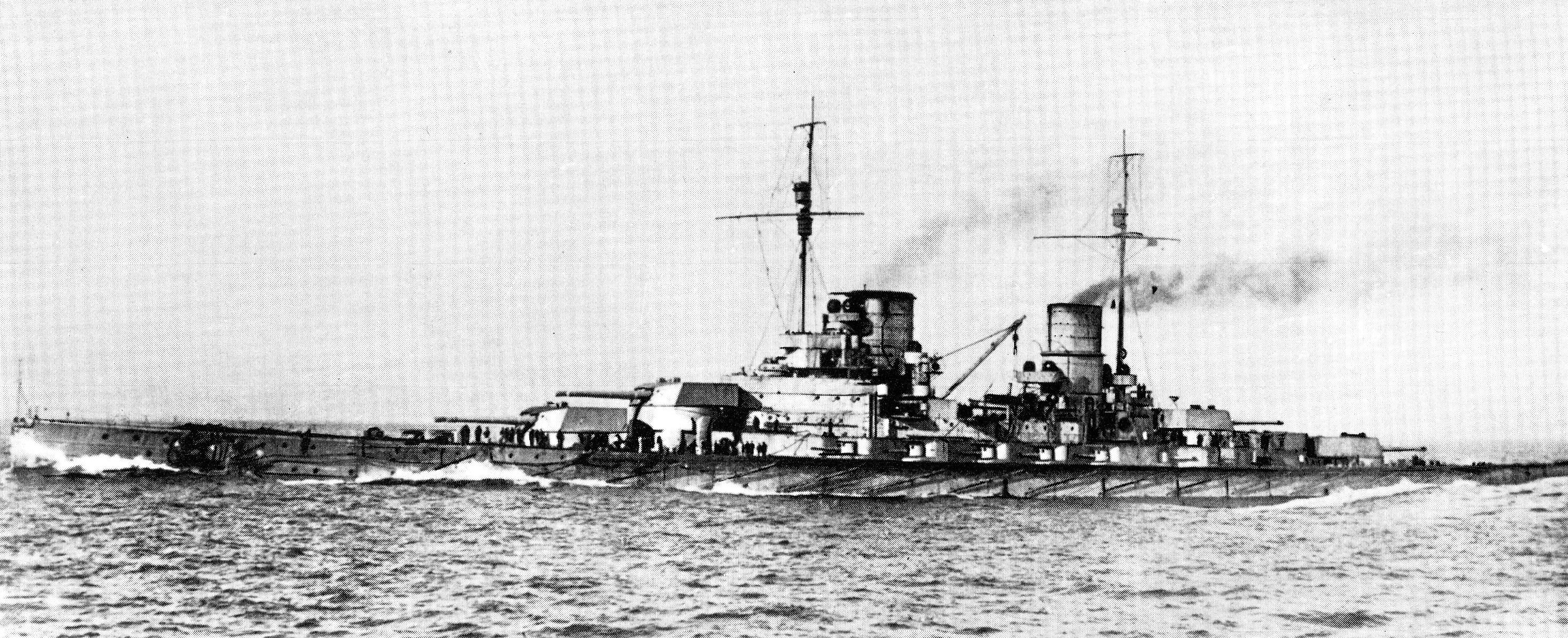
SMS Lützow

- Třída Mackensen
  - Graf Spee – nedokončen

- Třída Derfflinger
  - Lützow

### Křižníky

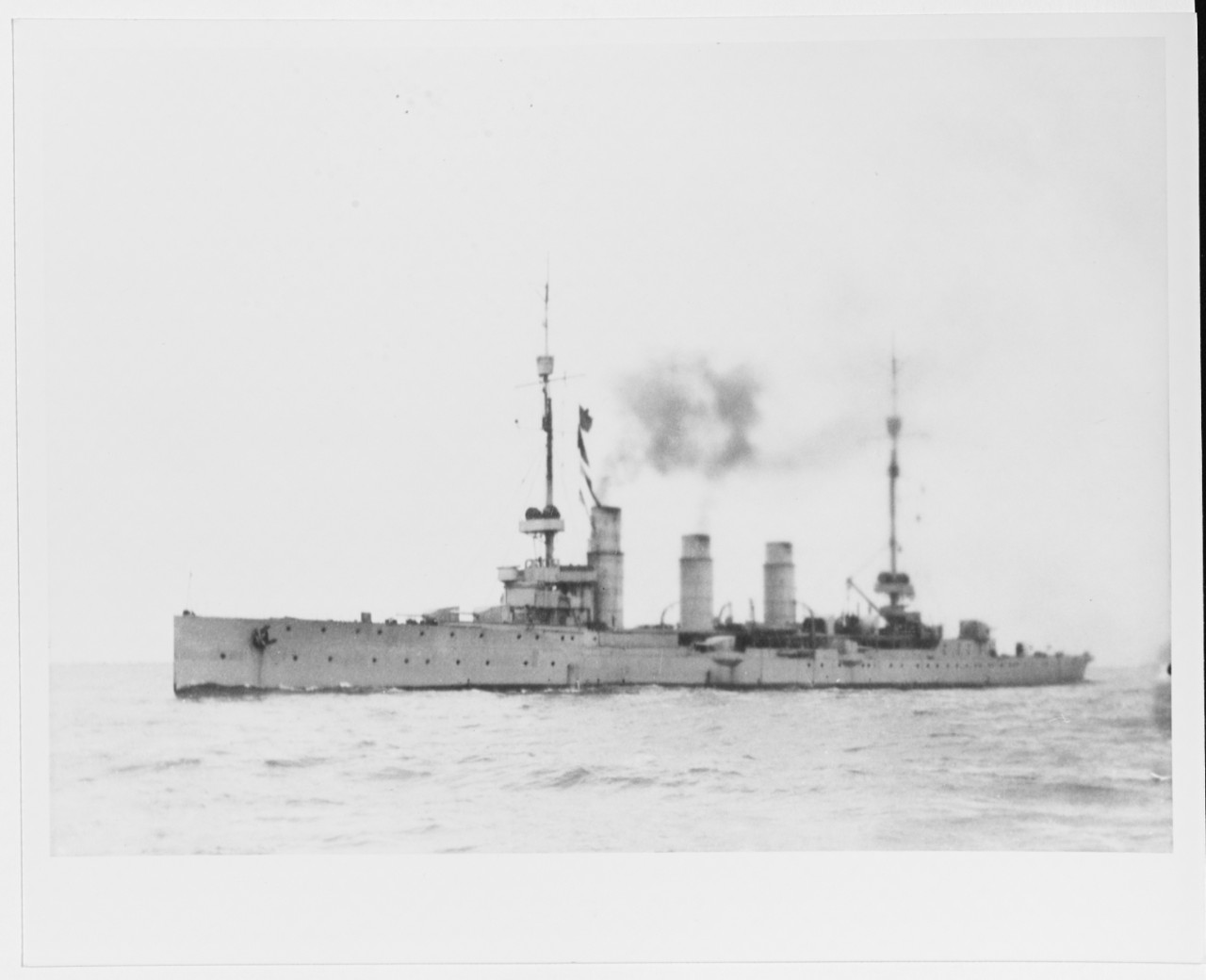
SMS Pillau

- Třída Kolberg
  - Kolberg

- Třída Pillau
  - Pillau (ex Muravjov-Amurskij)
  - Elbing (ex Admiral Něvelskoj)

- SMS Gefion

- Novik – ruské námořnictvo

### Torpédoborce
- Třída S 178 (21 ks)
- Třída S 152 (6 ks)
- Třída S 131 (9 ks)
- Třída S 113 (3 ks)
- Třída S 53 (14 ks)
- Třída S 49 (4 ks)
- Třída S 31 (6 ks)
- Třída S 13 (12 ks)
- Třída S 176 (4 ks)
- Třída S 165 (8 ks)
- Třída S 138 (12 ks)
- Třída S 126 (6 ks)
- SMS S 125
- Třída S 120 (5 ks)
- Třída S 114 (6 ks)
- Třída S 102 (6 ks)
- Třída S 90 (12 ks)

- Třída Bditělnyj (10)

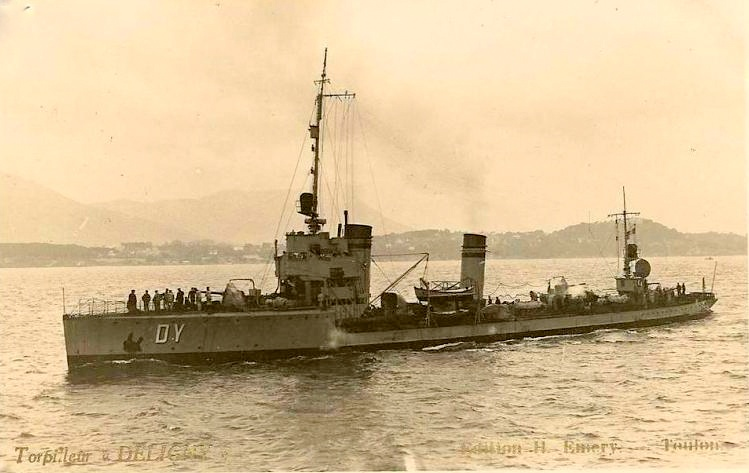
Francouzský torpédoborec Deligny (ex S 139) třídy S 131

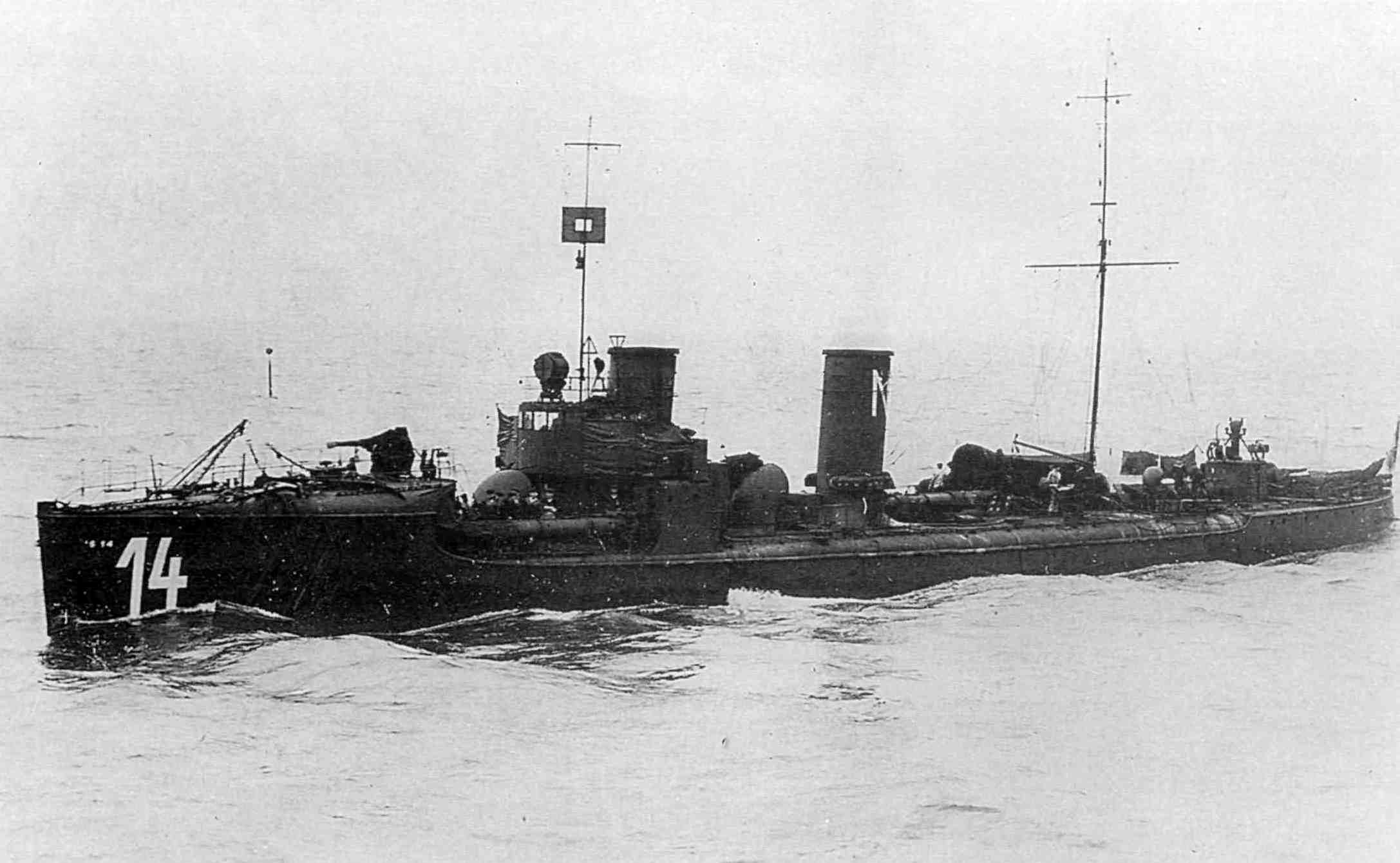
SMS S 14 třídy S 14

- Třída La Plata (2 ks) – argentinské námořnictvo
- Třída Lampo (6 ks) – italské námořnictvo
- Třída Chaj-lung (4 ks) – Říše Čching

### Ponorky
- Typ XXI (30 ks)
- Typ VIIC (64 ks)

### Ostatní
- Torpédovka typu 1941 (15 ks, nedokončeny)
- Torpédovka typu 1939 (15 ks)
- Torpédovka typu 1937 (9 ks)
- Torpédovka typu 1935 (6 ks)

- Třída Iltis
  - SMS Iltis
  - SMS Jaguar

- RMS Homeric – zaoceánský parník